# Faluintjes

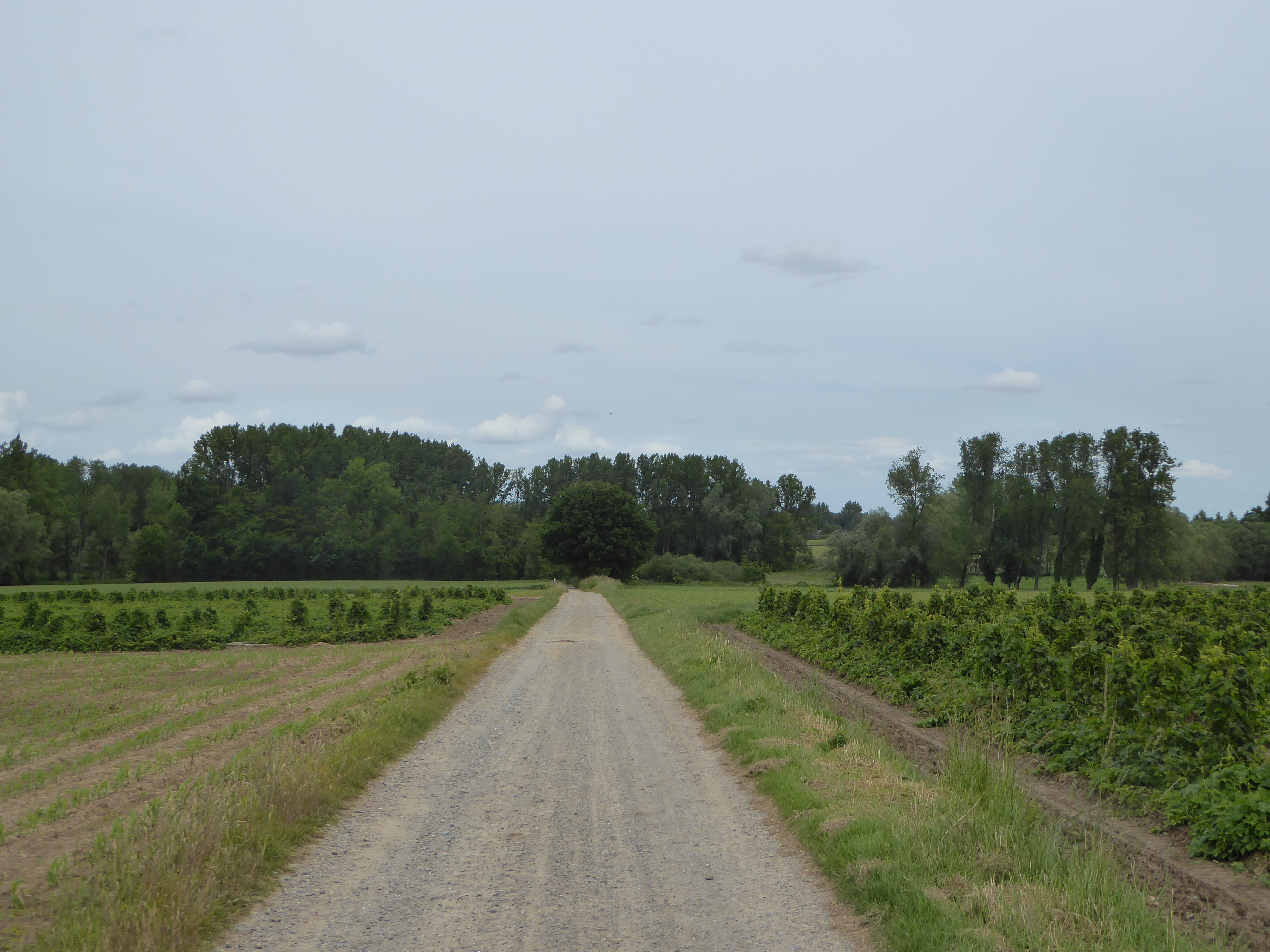
De Faluintjes in Aalst

De Faluintjes of de Faluintjesstreek is algemeen beschouwd de geografische omschrijving van vier voormalige Belgische gemeenten, namelijk Baardegem, Herdersem, Meldert en Moorsel die thans allemaal deelgemeenten van de Belgische stad Aalst vormen. Strikt genomen is enkel het gedeelte ten zuiden van de Molenbeek in Meldert de benaming waardig.
De Faluintjes kregen gedurende de geschiedenis verschillende benamingen zoals falloerden (1417), fallanten (1458), falaën, fauluynten (1727), fallontjens (1779), faillanten (1821) en falaentenbosch en -meersch.

## Etymologie
Faluintjes verwijst onder meer naar het middeleeuws falloerden, wat takkenbossen of houtbussels betekent. Die waren samengesteld uit wilgen- en essenhout, vegetatie die er in het verleden massaal groeide.
De Faluintjes zijn te bezoeken aan de hand van vier uitgepijlde wandelingen, waarvan de start telkens in een van de voornoemde dorpen ligt.

## Hopteelt
Ooit was de hopteelt in de Faluintjes een welvarende landbouwactiviteit en de handel een van de bijzonderste nijverheidstakken. 
In 1937 bewerkten 933 planters 280 hectare. Midden de jaren tachtig van vorige eeuw waren er dat nog tweeëndertig met iets minder dan tien hectare.
Nu komt de hop goedkoper uit Tsjechië en Verenigde Staten. Wanneer de eerste hopvelden in de streek werden aangelegd, is niet exact bekend. Wellicht waren de paters van de abdij Affligem de eersten die de hop aanplantten. De eerste uitvoer gebeurde via Antwerpen. Vanaf de zestiende eeuw concentreerde de hophandel zich in Aalst.